# Derrick: Johanna
Johanna ist die zweite Episode der Krimiserie Derrick mit Horst Tappert in der Titelrolle und Fritz Wepper als Inspektor Harry Klein.

## Handlung
Alfred Balke, der aus Habgier den Mord an seiner um 15 Jahre älteren und vermögenden Ehefrau plant, mit der er erst seit wenigen Monaten verheiratet ist, trifft sich in einer Gaststätte mit seiner Geliebten und Komplizin Roswitha Meinecke, die bei ihren Eltern wohnt. Er besucht sie später dort, um durch die Eltern ein Alibi zu erlangen, da er sowohl zum regulären Betreten als auch zum Verlassen von Roswithas Zimmer deren Wohnzimmer passieren muss, in dem sie fernsehen. Er verlässt das Zimmer in Wirklichkeit jedoch durch das Fenster, sucht seine Ehefrau in deren Wochenendhaus auf und ermordet sie. Nach der Tat kehrt er durch das Fenster wieder in das Zimmer der Komplizin zurück und verlässte die Wohnung am späten Abend durch das Fernsehzimmer der Eltern, von denen er sich verabschiedet.
Am nächsten Morgen untersuchen die Kommissare Derrick und Klein den Tatort, nachdem Balke selbst telefonisch den Tod seiner Ehefrau gemeldet hatte. Er gibt sich betroffen sowie ahnungslos und schildert sein angebliches Alibi. Den Kommissaren fällt auf, dass das aufgebrochene Schloss des Hauses fingiert wirkt und der Witwer einen merkwürdigen Eindruck hinterlässt. Sie überprüfen zunächst dessen Alibi, welches von Roswithas Eltern bestätigt wird.
Die dennoch weiterhin von Balkes Täterschaft überzeugten Kommissare suchen nach einer Möglichkeit, ihm die Tat nachzuweisen. Sie konfrontieren ihn mit ihrer Verdächtigung und erfahren durch ihn von einer in Amerika lebenden Schwester seiner Frau, zu der sie allerdings seiner Kenntnis nach keinen Kontakt pflegte.
Von den Kommissaren informiert, kommt diese Zwillingsschwester nach Deutschland und erklärt sich bereit, die Kommissare bei den Ermittlungen zu unterstützen. Sie gleicht dazu ihr Äußeres an das ihrer verstorbenen Schwester an und zieht sogar bei ihrem Schwager ein. Sie  setzt ihn dadurch unter Druck, sodass er nach einem von Derrick arrangierten Treffen im Wochenendhaus beschließt, sie ebenfalls zu ermorden. Er kapituliert jedoch letztlich und gesteht ihr gegenüber den Mord an ihrer Schwester. Sie greift zum Telefon, um Derrick darüber zu informieren. Dieser hatte sie zuvor vor dem mutigen und waghalsigen Versuch, die Wahrheit doch noch in Erfahrung zu bringen, gewarnt.

## Hintergrund
Der Täter ist dem Zuschauer von Anfang an bekannt. Dieses Prinzip der invertierten Detektivgeschichte war während der ersten Staffel der Serie üblich. Lilli Palmer ist in einer Doppelrolle zu sehen. Den Ton verantwortete Günther Stadelmann.
In der 48. Minute sagt Derrick: „Harry, wir brauchen den Wagen, sofort!“. Dies ist die einzige Stelle innerhalb der gesamten Serie, an der eine Aussage erfolgt, die dem vielzitierten Satz „Harry, hol schon mal den Wagen“ zumindest ähnelt. Allerdings meint Derrick hier nicht den eigenen Dienstwagen, sondern ein Taxi, welches der Verdächtigte genommen hat.